# 柏林行動 (大西洋海戰)
1941年1月22日至3月22日，德国出动两艘沙恩霍斯特级战列舰打击盟国大西洋船运，史称柏林行动（英語：Operation Berlin），属第二次世界大战大西洋海战。沙恩霍斯特號戰艦与格奈森瑙號戰艦从德国出发，在北大西洋四处出击，击沉或俘获22艘盟国商船，最后毫发无损地停靠德占法国。英军力图反击德军戰艦，但徒劳无功。
“柏林行动”的主要目标是用战列舰压倒盟军護航船队，击沉大量向英国运送物资的商船。英方根据过往敌军袭击料到轴心国来袭，派战列舰参与护航。事实证明英军举措卓具成效，德军不得不放弃2月8日、3月7至8日的袭击计划。2月22日和3月15至16日，德方在海上遇到并袭击大量没有护航的商船。
德军战列舰在大西洋四处出击，行动范围波及格陵兰和西非近海，德国军方和史学家普遍认为行动颇具成果。“柏林行动”是德国军舰在北大西洋打击商船的最后一次胜利行动，1941年5月出动的俾斯麥號戰艦以全体官兵随舰葬身大海惨淡收场。两艘沙恩霍斯特级战列舰停靠法国期间均因空袭受损，1942年2月返回德国。

## 背景

### 双方计畫
納粹德國海軍第二次世界大战爆发前就制定一旦开战便袭击盟国商船的计畫，利用军舰打击公海航运，潛艇和战机袭击盟国近海水运。德军计划在大范围海域发动袭击，突袭后转移到其他海面寻找目标，补给船行动前赶到预定位置准备支援作战舰艇。纳粹德国海军司令埃里希·雷德尔海军元帅有意出动戰艦参与上述袭击，认为第一次世界大战爆发后德意志帝國海軍不积极出动战舰可谓大错特错，不想重蹈覆辙。为尽量延长为数不多的战舰与其他主力舰作战寿命，纳粹德国海军明确要求打击商船，避免与盟军军舰交手。
英國皇家海軍料到德国企图，制定保护商船的護航计畫，派巡洋舰侦察德方军舰是否企图闯入大西洋。巡洋舰开始在格陵兰岛至苏格兰间水域巡逻，战争爆发后德国军舰必须通过上述水域才能进入大西洋。本土艦隊是英军北大西洋作战主力，负责搜寻并拦截德国军舰，1940年12月20日起由约翰·托维（John Tovey）海军上将任司令。
1939年9月二战爆发之际，两艘沙恩霍斯特级战列舰（沙恩霍斯特號戰艦和格奈森瑙號戰艦，有文献將其划为战列巡洋舰）均作好战斗准备。根据20世纪30年代初的设计思路，沙恩霍斯特级战列舰本来就有突袭护航船队的功能。两舰船坚甲厚，速度比英国皇家海军战列巡洋舰快，主砲是九门280毫米舰砲，火力不及英国战列舰普遍采用的380毫米舰砲。沙恩霍斯特级战列舰能以17节（每小时31公里）速度航行14520公里，不足以长途奔袭，需定期从补给船加油。

### 德军前期突袭

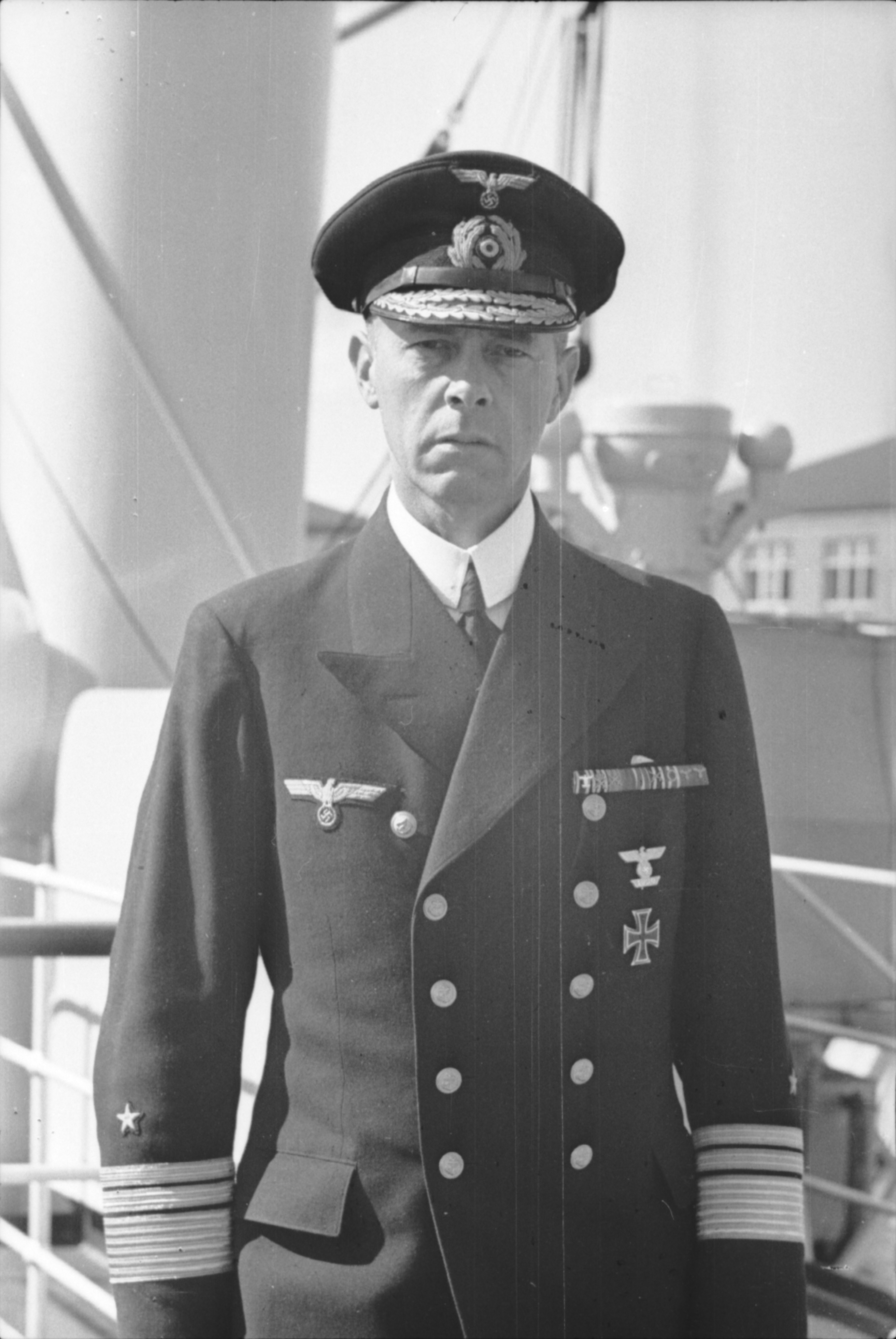
京特·吕特晏斯海军中将（摄于1940年4月）

沙恩霍斯特级战列舰1939年11月下旬首度奔袭，23日在冰岛和法罗群岛间击沉英国拉瓦尔品第号（HMS Rawalpindi）武装商船巡洋舰。1940年4月德国发动“威悉演习行动”侵略挪威，沙恩霍斯特级战列舰是京特·吕特晏斯海军中将手下战斗群主力，掩护德军舰队免遭英国皇家海军反击。4月9日在罗弗敦群岛遭遇英军聲望號戰鬥巡洋艦后，沙恩霍斯特號战列舰和格奈森瑙號战列舰均在战斗中受损，吕特晏斯停止交战返回德国。6月4日两舰又在“朱诺行动”（Operation Juno）出动突袭挪威北部纳尔维克附近盟国航运，6月8日击沉空载运兵船奥拉玛号（SS Orama）、英国光荣号航空母舰（HMS Glorious）及其两艘护航驱逐舰。战斗期间驱逐舰魚雷命中沙恩霍斯特号，维修耗时半年。6月20日格奈森瑙号从德占挪威城市特隆赫姆出动，当天就被英军克莱德号潜艇（HMS Clyde）鱼雷在船头炸开大口子，只能回国大修。
沙恩霍斯特号在1940年11月底完成大部分修整，格奈森瑙号12月初回归现役。两舰12月一起在波罗的海训练，沙恩霍斯特号维修完工后，两舰12月23日通过评估，可以再度突袭。
阿道夫·希特勒1940年8月下令加强打击盟国大西洋航运，纳粹德国海军十月开始派挪威戰役后留存的主力舰进入大西洋。舍尔将军号重巡洋舰同月出发，持续作战至1941年3月且颇具成果。希佩爾海軍上將號重巡洋艦1940年12月从德国出动，12月24至25日突袭WS 5A船队时击伤两艘运输船，但很快就被英军护航巡洋舰逼退，最后停靠德占法国港口布雷斯特。六艘德国偽裝巡洋艦在南大西洋、印度洋、太平洋打击盟国水运。WS 5A船队遇袭证明偷袭对北大西洋海运威胁很大，英国海军部1941年初开始尽量派战列舰护送开往英国的船队，缺乏保护的西行船队进入大西洋后分散行事。

## 突袭

### 首度出击
沙恩霍斯特级战列舰受命发动下一次突袭，代号“柏林行动”，目标是突破封锁进入大西洋，合作袭击盟国航运。行动首选目标是盟国向英国运送物资的关键补给线：定期从加拿大哈利法克斯开往英国的HX船队；德方希望两艘战列舰压倒护卫舰艇，击沉大量商船。雷德尔要求两舰结束突袭后停靠1940年10月选为纳粹德国海军主基地的布雷斯特。考虑到行动需要两舰配合，沙恩霍斯特号或格奈森瑙号一旦重创就代表行动结束，指令要求两舰不得攻击英国战列舰或其他同等实力军舰护航的船队。行动由1940年7月当上纳粹德国海军舰队司令、同年9月晋升海军上将的吕特晏斯带队。
七艘补给船提前开往大西洋准备支援两舰，行动计划还需希佩尔海军上将号从布雷斯特出动袭击直布罗陀与塞拉利昂往返英国的护航船队，希望加大敌方伤亡之余转移英军视线，掩护吕特晏斯所部行动。
德军无法破译截获的无线电信息，靠观测信号情报局向突袭部队提供盟军船只大概位置。每艘突袭舰艇都需该局分队监视盟军无线电信号，利用测向技术搜寻船队和军舰。德国人基本无法获知盟军船队航行日期与路线，令海面航行的突袭舰难以定位船队路线。
“柏林行动”1940年12月28日启动，沙恩霍斯特号与格奈森瑙号从基尔出发，吕特晏斯在格奈森瑙号指挥。12月30日格奈森瑙号在挪威近海遭遇风暴受损，两舰尚未进入大西洋就不得不放弃行动。吕特晏斯还想把船开到挪威，在特隆赫姆修理格奈森瑙号，但上级要求驶回德国。两舰1941年1月2日抵达哥腾哈芬，格奈森瑙号开到基尔维修，两舰趁机加装小口径高射炮。

### 驶入大西洋

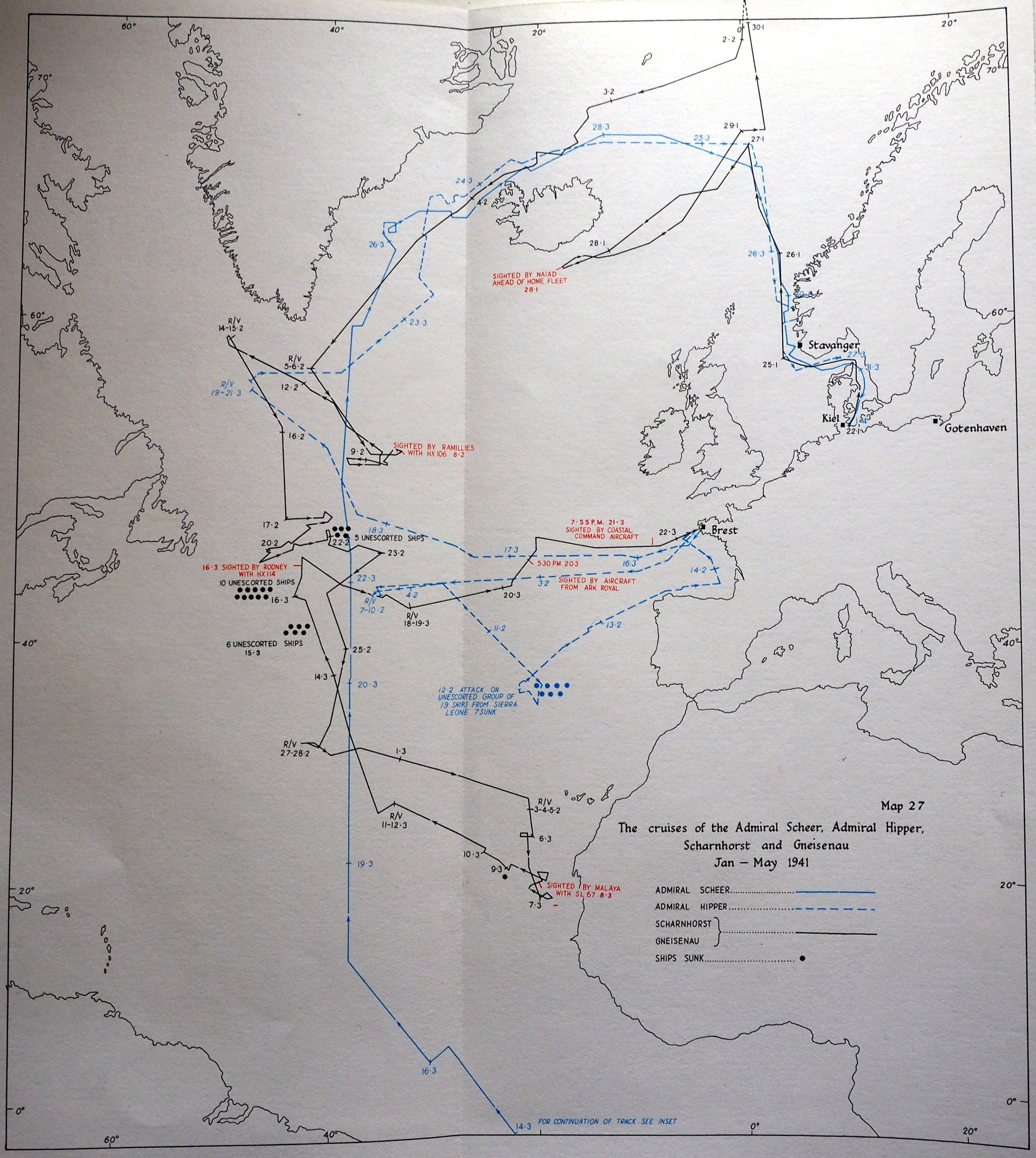
1941年1至5月德国军舰舍尔将军号、希佩尔海军上将号、沙恩霍斯特号、格奈森瑙号在大西洋的行动路线

沙恩霍斯特号与格奈森瑙号1941年1月2日清晨四点再度从基尔出发，北上并于早间经过德占丹麦大贝尔特海峡。岸上的盟军间谍看到两艘战列舰，但水道结有30厘米厚冰，德军别无选择。1月23日晚吕特晏斯所部抵达丹麦最北端的斯卡恩，会合的魚雷艇区舰队护送他通过丹麦与挪威之间雷区。鱼雷艇驶离港口速度缓慢，吕特晏斯所部1月25日拂晓才继续前进。
英国尚未破译纳粹德国海军代码，无法通过破解德军密码获取“柏林行动”情报，但根据德国无线电信号通信量分析断定德军准备出动主力舰。1月20日英国海军部预警本土舰队德军很可能再度来袭，托维马上派两艘重巡洋舰加强盟军占领的冰岛与法罗群岛间巡逻。1月23日英国驻瑞典海军武官转交驻丹麦间谍报告，称有人看到德军战列舰穿过大贝尔特海峡，托维1月25日晚看到情报。
本土舰队主力1月25日午夜驶离斯卡帕湾基地，开往冰岛以南约190公里。舰队包含納爾遜號戰艦（旗艦）、羅德尼號戰艦、反擊號戰鬥巡洋艦，还有八艘巡洋舰和11艘驱逐舰。冰岛与法罗群岛间水域加强空中巡逻，本土舰队部分舰艇1月27日离队加油。纳粹德国海军料到英军出动本土舰队，在冰岛以南部署八艘潜艇准备偷袭，但只有一艘发现英国军舰而且无法赶到攻击位置。
德军战列舰1月26日进入北海，吕特晏斯本想从北冰洋赶来大西洋的阿德里亚号油轮（Adria）加油，得知暴风雪来袭在即后决定直接前往冰岛南部，利用天气条件避免英方发现战列舰。1月28日拂晓前不久，沙恩霍斯特号与格奈森瑙号雷达发现那伊阿得斯号（HMS Naiad）等两艘英国巡洋舰，那伊阿得斯号船员六分钟后看到两艘大型船只。吕特晏斯不知道本土舰队其他舰艇是否就在附近，决定放弃从此进入大西洋的计划。两艘战列舰转向东北避开英军，开入北極圈以北的挪威海。格奈森瑙号配有两架飞机，1月28日派一架携带当天行动报告飞往特隆赫姆，此后没有返回。托维命令巡洋舰搜寻敌舰，战列舰和战列巡洋舰准备截击，但一直没有发现。托维后来估计那伊阿得斯号看到的不是德国军舰，本土舰队西进保护船队并在1月30日返回斯卡帕湾。希佩尔海军上将号2月1日离开布雷斯特开始突袭作战。
吕特晏斯所部在揚馬延东北方向的北冰洋从阿德里亚号加油，准备经冰岛以北的丹麦海峡进入大西洋。战列舰2月3日夜间通过海峡，盟军没有发现。2月5至6日，沙恩霍斯特号与格奈森瑙号又从格陵兰岛南部近海的施莱特施泰特号（Schlettstadt）加油。

### 早期大西洋行动
吕特晏斯2月6日开始搜寻HX船队。他知道两艘驻加拿大的英国战列舰负责护送东向船队，但认定不会一路跟随，途中就会返回护送新船队，因此德军只需在英国战列舰护航极限以东行动。2月8日拂晓时分，HX 106船队出现在哈利法克斯以东约1100公里，但德方不知道英国舊式战列舰拉米伊号（HMS Ramillies）也在护航。

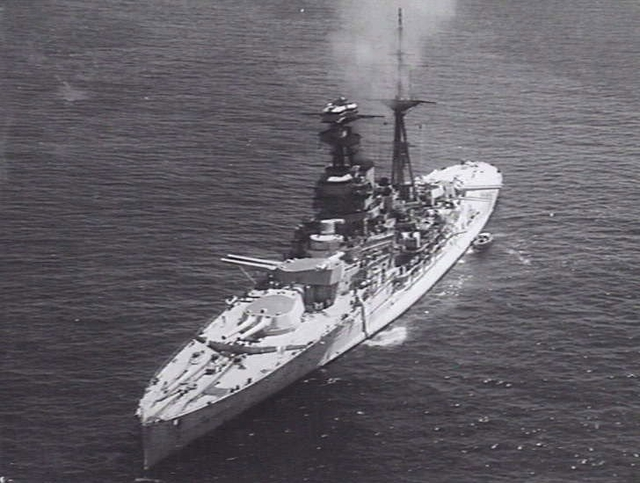
拉米伊号战列舰（1939年摄）

德军战列舰分散攻击船队，沙恩霍斯特号从南逼近，格奈森瑙号从西北。沙恩霍斯特号上午9点47分发现拉米伊号后回报旗舰，吕特晏斯根据避免与强敌交战的命令取消偷袭。沙恩霍斯特号舰长库尔特-凯撒·霍夫曼（Kurt-Caesar Hoffmann）海军上校接到取消偷袭的命令前已将战列舰开到距船队不到19公里，准备引开拉米伊号以便格奈森瑙号偷袭商船，此举违反与同等实力军舰交战的禁令，当晚两舰会合后吕特晏斯从无线电训斥霍夫曼。
拉米伊号船员看到远处的德国军舰后误以为是希佩尔海军上将级重巡洋舰，托维据此推断应是希佩尔海军上将号或舍尔将军号，命令全体追击，阻止敌舰逃向德国或法国。追击舰艇2月9日晚组织成实力强劲的三大舰队，空中巡逻也没落下。詹姆斯·萨默维尔（James Somerville）海军中将统领、基地位于直布罗陀的H舰队实力强劲，拥有声望号战斗巡洋舰、皇家方舟号航空母舰等主力舰，受命保护北大西洋船队。特遣队1月12日从直布罗陀出发，25日返回。
2月9日一早，海军西部集群通知吕特晏斯，截获英国无线电信息表明昨天有人看到他的舰队。吕特晏斯认为英国将为大西洋所有船队派遣强大护航，决定暂停行动数天，希望希佩尔海军上将号的袭击转移英军视线。沙恩霍斯特号与格奈森瑙号回到格陵兰南部近海并停留至2月17日，2月12日还遇上猛烈风暴，沙恩霍斯特号大批炮塔受损，三天后才恢复正常；格奈森瑙号发动机遭海水污染需要修理。2月14至15日，两舰从施莱特施泰特号和埃索汉堡号油轮（MV Esso Hamburg）加油。希佩尔海军上将号2月12日偷袭缺乏保护的船队并击沉七艘船只，2月15日返回布雷斯特。希佩尔海军上将号原计划装载弹药后再度出击支援“柏林行动”，但因在布雷斯特港口撞到沉船导致螺旋桨损坏取消，从基尔运来螺旋桨替换后才能出行。
沙恩霍斯特号与格奈森瑙号2月17日回到哈利法克斯与英国之间航线，吕特晏斯决定在西经55至45度间行动，之前他在此地以西遇到HX 106船队，估计到达此处时盟军护航兵力已经减弱。吕特晏斯希望找到德国驻华盛顿哥伦比亚特区海军武官汇报、据称将于2月15日离开哈利法克斯的定期HX船队。2月17日德舰看到单独航行的商船，吕特晏斯为免惊动附近船队决定不攻击。2月22日拂晓刚过，德军战列舰遇到在纽芬兰以东约800公里开始分散的船队，击沉容積總噸25784吨的五艘船只，共187人获救。德舰在商船靠近后干扰无线电通信，但还是有船遭舰载机空袭后发出信号汇报。纽芬兰岛开普雷斯（Cape Race）电台接到信号后马上转达英国海军部，英方首次得知沙恩霍斯特级战列舰在西大西洋行动。吕特晏斯推断盟国将马上转移西大西洋船运，搜寻德军舰艇，决定到东大西洋袭击塞拉利昂往返英国的SL船队。

### 西非
沙恩霍斯特号与格奈森瑙号2月22日南下，26至28日从艾姆兰号（Ermland）和弗雷德里克·布雷姆号油轮（Fredric Breme）加油后转向东南。3月5日两舰搜寻吕特晏斯准备袭击的SL船队未果，他本希望舰载机协助搜索，但三架飞机有两架损伤严重无法修复，第三架存在机械问题不能稳定飞行。次日德军战列舰在西非近海与U-124号潜艇会合，潜艇舰长格奥尔格-威廉·舒尔茨（Georg-Wilhelm Schulz）海军上尉告知吕特晏斯附近海域局势。
3月7日，负责护卫SL 67船队的马来亚号战列舰（HMS Malaya）出动舰载机在佛得角以北约560公里发现德军战列舰，后者当天在佛得角东北约480公里看到船队，但吕特晏斯发现马来亚号后决定不进攻，并将船队位置转达附近德军潜艇。德军计划联合行动，战列舰在潜艇击沉马来亚号后攻击商船。当晚两艘潜艇伏击，击沉五艘船只但马来亚号没有损伤。德军战列舰5月8日下午一点半发现船队，准备五点半攻击，但在高速行驶之际发现马来亚号后中止行动。德国军舰速度更快，英国军舰无法追击。H舰队3月8日从直布罗陀出动护送SL 67船队直到3月中旬。

### 回北大西洋
吕特晏斯遇到SL 67船队后决定返回哈利法克斯往返英国的船队航线，沙恩霍斯特号向西北航行途中击沉缺乏护卫的希腊马拉松号（SS Marathon）商船。两艘战列舰此时都存在严重机械故障，格奈森瑙号部分辅助系统估计要四周才能修好。沙恩霍斯特号情况更糟，锅炉过热器有问题且发动机周围输送蒸汽的管道受损。3月11日两舰从艾姆兰号和乌克马克号油轮（Uckermark）加油并获取补给，吕特晏斯命令两舰跟随舰队北上，扩大搜索范围，共同搜索的前方战线宽190公里。
德军战列舰现身大西洋后本土舰队再次出动，英王乔治五世号战列舰（HMS King George V）与罗德尼号战列舰分别受命护送3月17和21日离开哈利法克斯的船队。托维乘纳尔逊号出海，尼日利亚号轻巡洋舰（HMS Nigeria）和两艘驱逐舰随行，在冰岛南部海域准备拦截企图逃回德国的侵袭舰艇。
吕特晏斯3月15至16日在开普雷斯以南遇到盟国商船。格奈森瑙号15号击沉HX 114船队三艘油轮，比安卡号（Bianca）、圣卡西米罗号（San Casimiro）、波利卡普号油轮（Polykarp）被俘后由押解船员开往德占欧洲领土。次日两战列舰击沉不久前分散西行的十艘商船。
大批盟国船只汇报遇敌，3月16日晚格奈森瑙号击沉船只并在营救船员时被罗德尼号发现，后者火力强大但速度不及，德军战列舰逃脱。罗德尼号船员看到但不足以认出格奈森瑙号，夜间才从沉船幸存者口中得知。希佩尔海军上将号3月15日离开布雷斯特，经北大西洋和丹麦海峡返回德国。
3月15至16日船队遇袭后英军改变部署，英国海军部对吕特晏斯的企图一无所知，认为他可能带队从冰岛近海返回德国。英王乔治五世号从哈利法克斯前往商船沉没海域巡逻，但没遇到德军战列舰。托维下令本土舰队加强巡洋舰巡逻德军可能的返回路线，他与大部分舰队留在冰岛以南洋面。英国海军部命令H舰队在北大西洋搜索，英國皇家空軍海岸司令部3月17至20日在丹麦海峡、冰岛至法罗群岛间水域密集巡逻。

### 驶向法国
吕特晏斯3月11日接到指令，3月17日前中止北大西洋行动，在亚速尔群岛和加那利群岛间吸引敌军视线，支援舍尔将军号和希佩尔海军上将号驶回德国。德国海军参谋本部要求他接下来把手下舰只开到布雷斯特，准备在四月联合俾斯麥號戰艦与欧根亲王号重巡洋舰在大西洋打侵袭战。3月18日沙恩霍斯特号与格奈森瑙号再度从艾姆兰号和乌克马克号加油，次日开往法国。
3月20日下午五点半，皇家方舟号出动的侦察机在西班牙菲尼斯特雷角（Cape Finisterre）西北约970公里发现德军战列舰朝东北前进。机上无线电故障导致飞行员无法马上汇报，吕特晏斯转向北上企图令英方误判行程。事实证明此举切实有效，英国飞行员刚看到时没有报告敌舰航向，回到航母后汇报德国军舰北上。皇家方舟号没有马上把情报告知萨默维尔，导致英军无法立即行动。3月20日皇家方舟号舰载机还发现比安卡号和圣卡西米罗号，但押解船员在声望号逼近之际将船凿沉。
皇家方舟号汇报后，英军力求找到并追踪德舰，航母此时位于吕特晏斯所部东南约260公里，无法马上进攻。3月20日晚至次日清晨皇家方舟号派舰载机搜索，但因天气差徒劳无功。海岸司令部减少冰岛海域巡逻，重点关注比斯開灣。
冰岛南面的托维所部已获伊丽莎白女王号战列舰（HMS Queen Elizabeth）和胡德号战列巡洋舰增援，英国海军部3月21日命令他全速南下。受命南下的还有多艘巡洋舰，普利茅斯出动驱逐舰区舰队，英国皇家空军轰炸机司令部派25架威靈頓轟炸機准备对付德军战列舰。吕特晏斯所部一旦进入法国附近就能得到德军陆基军机保护，英国军舰提前拦截的唯一希望便是皇家方舟号舰载机击伤敌舰。但3月20日飞机看到战列舰后的情报延误和判断失误，结合当天及次日的恶劣天气导致上述目标无法实现。
海岸司令部哈德遜式轟炸機3月21日在距法国海岸不足320公里发现德军战列舰，英军已经不可能再进攻，而且吕特晏斯的迂回路线令英方无法预判目标港口。经美洲豹号（Jaguar）和鸡貂号鱼雷艇（Iltis）护送，沙恩霍斯特号与格奈森瑙号3月22日在布雷斯特下锚。俘虏的波利卡普号两天后停靠波尔多。沉船上被俘的盟国海员在布雷斯特游街示众后送往德国战俘营。希佩尔海军上将号3月28日下锚基尔，舍尔将军号两天后停靠。

## 影响

### 评估
“柏林行动”是二战期间纳粹德国海军最辉煌的海面突袭作战。吕特晏斯所部击沉或俘虏22艘商船，共11万5622容积总吨。盟国穿越北大西洋的船队航线严重扰乱，英国物资供应受阻。吕特晏斯所部转移本土舰队视线还为舍尔将军号和希佩尔海军上将号安全返德创造条件。
德国海军参谋本部和雷德尔一致认为，1940至1941年初“柏林行动”等水面舰艇奔袭战取得如此成果，表明今后还能继续。雷德尔3月23日赶到布雷斯特，要求吕特晏斯从俾斯麦号战列舰带队下一次突袭。德军根据“柏林行动”经验改变海面奔袭战术，同等实力敌军交战禁令软化为准许战列舰与护卫军舰交手，随行巡洋舰袭击船队。船队路线和时机情报不可靠，吕特晏斯难以找到船队，海军高层决定在战略位置部署潜艇侦察盟国船只。战斗舰艇联合行动、利用补给舰搜寻船队等行之有效的战术得以保留。
英军对1941年初的自身表现颇为失望，派战列舰保护船队不过避免灾难般的损失，德军舰艇毫发未损便严重扰乱船运。盟军此役的重要教训是需要加强巡逻冰岛南北海域，以防德军舰艇企图潜入大西洋，英军为此增派巡洋舰。

### 后续行动

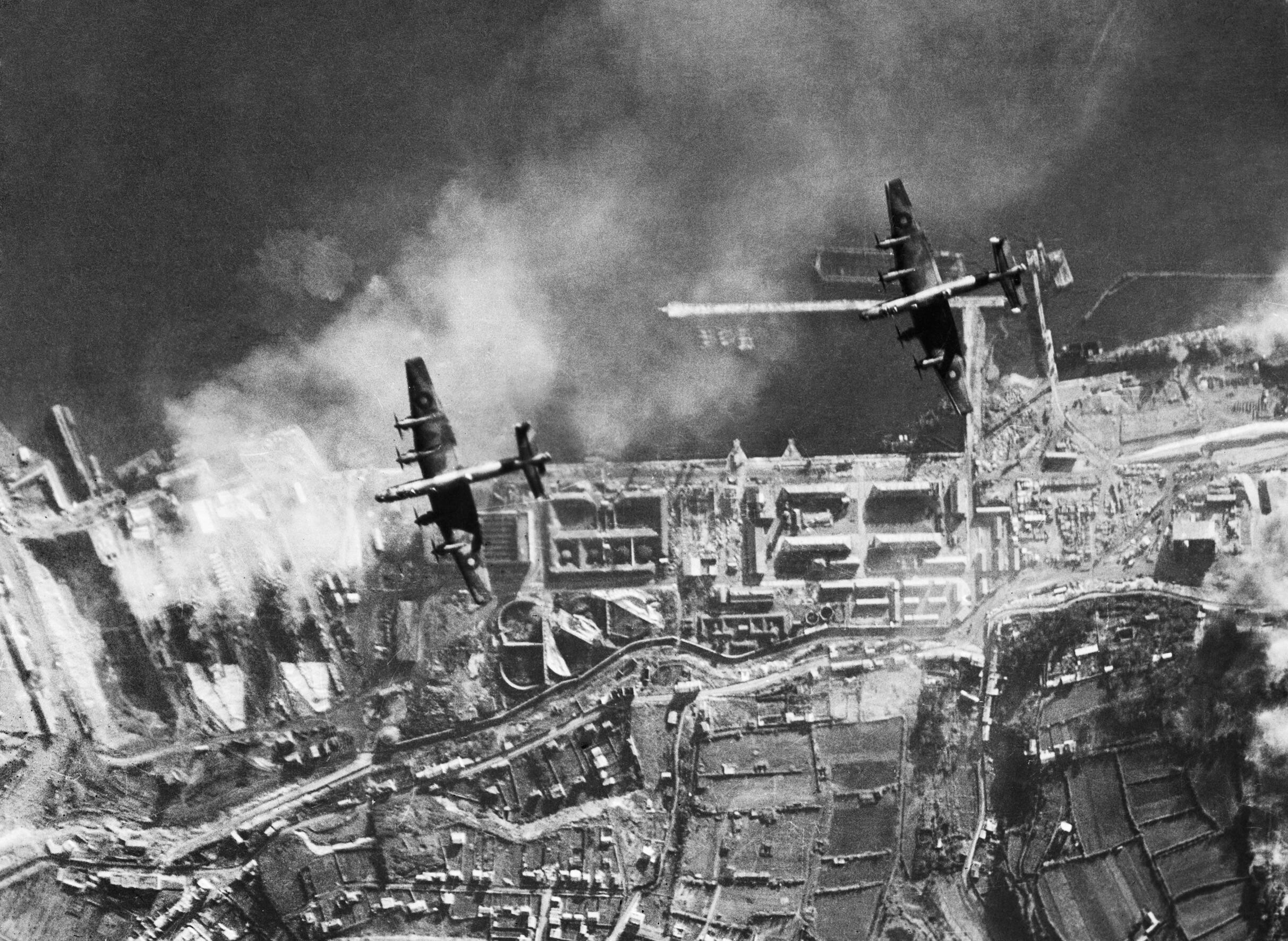
1941年12月18日，英国重型轟炸機突袭布雷斯特，首要目标便是沙恩霍斯特级战列舰

海岸司令部飞机密集搜索德军战列舰，六天后（3月28日）在布雷斯特发现目标。确认沙恩霍斯特号与格奈森瑙号都在港口后本土舰队返回基地短暂休整，大西洋盟国船运恢复正常。敌舰威胁促使本土舰队封鎖布雷斯特港，船队配备强大护航。潜艇驻扎布雷斯特近海，海岸司令部密切关注目标。本土舰队三到四个特遣队随时待命，德军战舰一旦离开布雷斯特就马上拦截，H舰队经增援在南北向船队路线巡逻。托维与萨默维尔交替执掌法国以西舰队。
英国皇家空军多次针对布雷斯特的德国战列舰发动大规模空袭，第一次是3月30日晚。4月6日英国飞机鱼雷命中格奈森瑙号，4月10日突袭又命中四枚炸弹，造成的破坏1941年底才修复。沙恩霍斯特号受损，无法参加五月俾斯麦号与欧根亲王号在大西洋展开的“萊茵演習行動”。
吕特晏斯乘俾斯麦号引领莱茵演习行动，5月24日击沉胡德号战列巡洋舰。5月27日本土舰队摧毁俾斯麦号，吕特晏斯丧生。英军根据情报击沉七艘德军派到大西洋支援俾斯麦号的补给船，仅一艘幸存。经此惨败，希特勒下令不得再派战列舰奔袭大西洋。英国皇家空军6月13日鱼雷命中企图冲进大西洋的吕措号装甲舰，纳粹德国海军此后再也没有派重型军舰进入大西洋。“柏林行动”至此成为德国军舰在北大西洋打击盟国航运的最后一次胜利。此后几年直到战争结束，德国基本靠潜艇打击敌对航运。
沙恩霍斯特号修好锅炉后于7月21日转移至拉罗谢尔拉帕利斯港，进一步远离英国轰炸机基地，降低空袭风险。7月24日空袭期间五枚炸弹命中该舰，1942年1月15日才在布雷斯特完成修复。希特勒1941年9月决定在挪威集中纳粹德国海军水面舰艇，沙恩霍斯特级战列舰受命从英吉利海峡驶回德国。“海峡冲刺”（Channel Dash）期间，两舰于1942年2月11日同欧根亲王号在强大的海空军护送下离开布雷斯特，两舰都因水雷受创但坚持开到德国。
2月26日晚，格奈森瑙号在基尔维修时遭空袭重创，此后再也没有归队。沙恩霍斯特号1943年派往挪威，12月26日企图袭击盟国北极船队时被本土舰队击沉。

### 史学
英国史官斯蒂芬·罗斯基尔（Stephen Roskill）1954年表示，“柏林行动”“计划巧妙，与其他突袭舰完美协调，为行动目标派出的补给舰支援高效”，德国人完全有理由对结果满意。他还指出，二战期间欧美海域基本是盟军天下，只有1941年2至3月德国水面突袭舰艇在北大西洋的行动足以威胁盟军制海权。英国海军史学家理查德·伍德曼（Richard Woodman）2004年表达不同看法，称“柏林行动”的战略影响不大，吕特晏斯无力重创北大西洋的盟国航运，只能攻击单支东进船队。安格斯·康斯塔姆2021年著作称，德国水面舰艇在击沉船只数目方面不能望潜艇项背。在他看来，派水面舰艇到大西洋突袭从战略角度而言实属不智，耗费的人力等各种资源如果用于潜艇无疑效果更好。
罗斯基尔认为英军未能拦截吕特晏斯纯属运气不好，皇家海军表现已经超出以往同类行动，对敌舰海面突袭威胁很大。在他看来，派战列舰护送船队“无疑令两者免于灾难”。史学家格雷厄姆·里斯-琼斯（Graham Rys-Jones）1999年表达类似看法，称吕特晏斯避开英国舰队属于“‘柏林行动’不那么有利的经验教训”，导致雷德尔误以为俾斯麦号也能在北大西洋全身而退。
史学家认为雷德尔不该把两艘沙恩霍斯特级战列舰都派到布雷斯特。莉丝·罗斯（Lisle A. Rose）认为此举“将大型舰只暴露在皇家空军轰炸机威胁范围，在德国作战舰队正需要集中兵力之际分散英吉利海峡至波罗的海部队实力”，导致1941年5月俾斯麦号与欧根亲王号出击时得不到沙恩霍斯特级战列舰支援。拉尔斯·海尔温克尔（Lars Hellwinkel）指出，“柏林行动”结束时，布雷斯特没有快速修复战列舰的设施，法国各港口都难以抵御英国空袭，导致俾斯麦号葬身大海后德军驻法主力舰无法形成攻势。雷德尔战后承认失误，战列舰停靠布雷斯特后得不到足够兵力保护。

## 脚注
1. ↑  Roskill 1976，第54–55頁.
2. ↑  Roskill 1976，第55頁.
3. ↑  Vego 2019，第92頁.
4. ↑  Konstam 2021，第17頁.
5. ↑  Roskill 1976，第44–45頁.
6. ↑  Konstam 2021，第14頁.
7. ↑  Vego 2019，第97頁.
8. ↑  Vego 2019，第99頁.
9. ↑  Roskill 1976，第56頁.
10. ↑  Konstam 2021，第8頁.
11. 1 2  Roskill 1976，第59頁.
12. ↑  Konstam 2021，第16頁.
13. ↑  Mawdsley 2019，第23頁.
14. ↑  Mawdsley 2019，第34, 100頁.
15. ↑  Mawdsley 2019，第34頁.
16. ↑  Mawdsley 2019，第44–45頁.
17. ↑  Mawdsley 2019，第46頁.
18. 1 2 3 4 5 6 7  Koop & Schmolke 2014，第50頁.
19. 1 2 3 4 5 6 7 8  Draminski 2021，第37頁.
20. ↑  Mawdsley 2019，第99–100頁.
21. ↑  O'Hara 2011，第71–72頁.
22. 1 2 3  Mawdsley 2019，第100頁.
23. ↑  Roskill 1976，第368頁.
24. 1 2  Hinsley 1979，第331頁.
25. ↑  Roskill 1976，第374–375頁.
26. ↑  O'Hara 2011，第73頁.
27. ↑  Woodman 2004，第245頁.
28. ↑  Hellwinkel 2014，第25, 36頁.
29. ↑  Rhys-Jones 1999，第77頁.
30. ↑  Vego 2019，第98頁.
31. 1 2 3 4 5 6 7  Faulkner 2012，第55頁.
32. ↑  Steury 1994，第50–51頁.
33. ↑  Konstam 2021，第18頁.
34. ↑  Rhys-Jones 1999，第52頁.
35. ↑  Rohwer 2005，第53頁.
36. ↑  Konstam 2021，第55頁.
37. ↑  Rhys-Jones 1999，第34頁.
38. ↑  Rhys-Jones 1999，第35頁.
39. 1 2 3 4 5  Roskill 1976，第373頁.
40. ↑  Hinsley 1979，第331, 333頁.
41. ↑  Rhys-Jones 1999，第53頁.
42. ↑  Rhys-Jones 1999，第38頁.
43. ↑  Blair 2000，第234頁.
44. ↑  Rhys-Jones 1999，第36頁.
45. ↑  Rhys-Jones 1999，第40, 74頁.
46. 1 2 3 4 5 6 7  Roskill 1976，第374頁.
47. ↑  Rhys-Jones 1999，第39頁.
48. 1 2 3  Vego 2019，第93頁.
49. ↑  Roskill 1976，第373–374頁.
50. ↑  Koop & Schmolke 2014，第51頁.
51. ↑  Rhys-Jones 1999，第44頁.
52. 1 2  Konstam 2021，第58頁.
53. ↑  Konstam 2021，第58–59頁.
54. ↑  Rhys-Jones 1999，第46–47頁.
55. ↑  Dannreuther 2005，第78–79頁.
56. ↑  Rhys-Jones 1999，第47–48頁.
57. ↑  Rhys-Jones 1999，第48頁.
58. 1 2  Konstam 2021，第59頁.
59. 1 2  Rohwer 2005，第59頁.
60. ↑  Hellwinkel 2014，第35頁.
61. ↑  Rhys-Jones 1999，第49頁.
62. 1 2 3  Roskill 1976，第375頁.
63. ↑  Rhys-Jones 1999，第51頁.
64. 1 2 3 4 5 6 7 8 9 10  Draminski 2021，第38頁.
65. ↑  Rhys-Jones 1999，第59頁.
66. ↑  Rhys-Jones 1999，第60頁.
67. 1 2  Blair 2000，第253頁.
68. 1 2  Rohwer 2005，第62頁.
69. ↑  Roskill 1976，第375–376頁.
70. ↑  Rhys-Jones 1999，第62–63頁.
71. ↑  Dannreuther 2005，第79頁.
72. 1 2 3 4 5 6 7 8  Roskill 1976，第376頁.
73. 1 2  Rhys-Jones 1999，第64頁.
74. 1 2  Rohwer 2005，第63頁.
75. 1 2  Woodman 2004，第268頁.
76. ↑  Konstam 2021，第65頁.
77. 1 2 3  Roskill 1976，第377頁.
78. ↑  Woodman 2004，第267頁.
79. 1 2 3  Woodman 2004，第270頁.
80. ↑  Dannreuther 2005，第79–80頁.
81. ↑  Roskill 1976，第377–378頁.
82. ↑  Rhys-Jones 1999，第70頁.
83. 1 2 3 4 5  Roskill 1976，第378頁.
84. ↑  Ashworth 1992，第32頁.
85. 1 2 3  Roskill 1976，第379頁.
86. ↑  Rose 2007，第207頁.
87. 1 2 3  Konstam 2021，第66頁.
88. ↑  Rhys-Jones 1999，第77–81頁.
89. ↑  Rhys-Jones 1999，第90頁.
90. ↑  Rhys-Jones 1999，第90–91頁.
91. ↑  Dannreuther 2005，第80頁.
92. ↑  Mawdsley 2019，第101頁.
93. ↑  Mawdsley 2019，第102–108頁.
94. ↑  Hinsley 1979，第339, 345頁.
95. ↑  Konstam 2021，第5頁.
96. 1 2 3  Mawdsley 2019，第109頁.
97. ↑  Blair 2000，第292頁.
98. ↑  Draminski 2021，第39頁.
99. ↑  Mawdsley 2019，第110頁.
100. ↑  Rohwer 2005，第143頁.
101. ↑  Rohwer 2005，第149頁.
102. ↑  Mawdsley 2019，第310頁.
103. ↑  Rohwer 2005，第292–293頁.
104. ↑  Roskill 1976，第551頁.
105. ↑  Konstam 2021，第76–77頁.
106. ↑  Rhys-Jones 1999，第86頁.
107. ↑  Rose 2007，第238頁.
108. ↑  Hellwinkel 2014，第36, 44頁.
109. ↑  Hellwinkel 2014，第47頁.